# Protochelifer naracoortensis
Protochelifer naracoortensis är en spindeldjursart som beskrevs av Beier 1968. Protochelifer naracoortensis ingår i släktet Protochelifer och familjen tvåögonklokrypare. Inga underarter finns listade i Catalogue of Life.